# Граф МакҐі
Граф МакЖі — це єдина (3,7) клітка (найменший кубічний з обхватом 7). Він є найменшою кубічної кліткою, яка не є графом Мура.
В теорії графів графом МакЖі, або (3-7)-клітиною, називається 3-регулярний граф з 24 вершинами і 36 ребрами. Вперше відкритий Хорстом Саксом, але не опублікований, граф названий на честь МакЖі (англ. W. F. McGee), який опублікував результат в 1960 році. Пізніше, в 1966 році, Вільям Татт довів, що це єдина (3,7)-клітина.
Відомі найменші кубічні графи з числом схрещень 1-8 (послідовність A110507 в OEIS), найменший граф з числом схрещень 8 — це граф МакГі. Існує 5 неізоморфних кубічних графів порядку 24 з числом схрещень 8, один з них — узагальнений граф Петерсена G (12,5), відомий також як Граф Науру.
Граф МакГі має радіус 4, діаметр 4, хроматичної число 3 і хроматичний індекс 3. Він також 3-вершинно-зв'язний і 3-реберно-зв'язний.

## Алгебраїчні властивості
Характеристичний многочлен графа МакГі дорівнює {\displaystyle x^{3}(x-3)(x-2)^{3}(x+1)^{2}(x+2)(x^{2}+x-4)(x^{3}+x^{2}-4x-2)^{4}}.
Автоморфізм групи графа МакГі має порядок 32 і не транзитива щодо вершин — мається дві орбіти вершин довжини 8 і 16. Граф МакЖі — це найменша кубічна клітина, яка не є вершинно-транзитивною.

## Галерея

Число переходів графа МакЖі дорівнює 8.
Хроматичне число графа МакЖі дорівнює 3.
Хроматичний індекс графа МакЖі дорівнює 3.
The Ациклічний хроматичний індекс графа МакЖі равен 3.
Альтернативне зображення графа МакЖі.